# Теврізький район
Тевризький район (рос. Тевризский район) — муніципальне утворення у Омській області.

## Адміністративний устрій
- Тевризьке міське поселення
- Александровське сільське поселення(інші мови)
- Бакшеєвське сільське поселення
- Білоярське сільське поселення
- Бородінське сільське поселення
- Єкатеринінське сільське поселення
- Єрмиловське сільське поселення
- Журавльовське сільське поселення
- Іваново-Миське сільське поселення
- Кипське сільське поселення
- Кузнецовське сільське поселення(інші мови)
- Петелинське сільське поселення
- Петровське сільське поселення(інші мови)
- Утьминське сільське поселення